# Китагути, Харука
Харука Китагути (яп. 北口 榛花; род. 16 марта 1998, Асахикава, Хоккайдо) — японская легкоатлетка, специалистка по метанию копья. Олимпийская чемпионка 2024 года, чемпионка мира 2023 года, бронзовый призёр чемпионата мира 2022 года, обладательница серебряной медали Универсиады в Неаполе, чемпионка страны, действующая рекордсменка Японии в метании копья,.

## Биография
Харука Китагути родилась 16 марта 1998 года в городе Асахикава префектуры Хоккайдо.
Впервые заявила о себе в лёгкой атлетике на международной арене в сезоне 2015 года, когда вошла в состав японской национальной сборной и выступила на юношеском мировом первенстве в Кали, где превзошла всех своих соперниц в метании копья и завоевала золотую медаль.
В 2016 году с результатом 52,15 метра стала восьмой на юниорском мировом первенстве в Быдгоще.
Будучи студенткой Университета Нихон, в 2017 году удостоилась права защищать честь страны на Универсиаде в Тайбэе — метнула здесь копьё на 56,30 метра, закрыв в финале десятку сильнейших.
В 2019 году одержала победу на чемпионате Японии в Фукуоке. С результатом 60,15 метра стала серебряной призёркой на Универсиаде в Неаполе, уступив в финале только литовке Ливете Ясюнайте. На чемпионате мира в Дохе показала результат 60,84 метра, чего оказалось недостаточно для преодоления предварительного квалификационного этапа. Помимо этого, на Легкоатлетическом карнавале в Китакюсю установила ныне действующий национальный рекорд Японии в метании копья — 66,00 метра.
Начиная с 2020 года является членом легкоатлетического клуба компании Japan Airlines. С результатом 59,30 метра выиграла серебряную медаль на чемпионате Японии в Ниигате — здесь её обошла только Юка Сато. Выполнив олимпийский квалификационный норматив (64,00), благополучно прошла отбор на домашние Олимпийские игры в Токио.
На чемпионате мира 2023 года, который состоялся в Будапеште, японская спортсменка стала чемпионкой с результатом 66,73 метра.